# Сражение при Виллафранке (1744)
Сражение при Виллафранке (ит. Battaglia di Villafranca) произошло 20 апреля 1744 года во время Войны за австрийское наследство. Войска Испании и Франции, наступавшие в Сардинское королевство, безуспешно атаковали укрепленные позиции на перевале у Виллафранки, который обороняли англо-сардинские войска. Из-за понесенных больших потерь через два дня после сражения защитники были вынуждены покинуть порт Виллафранка.

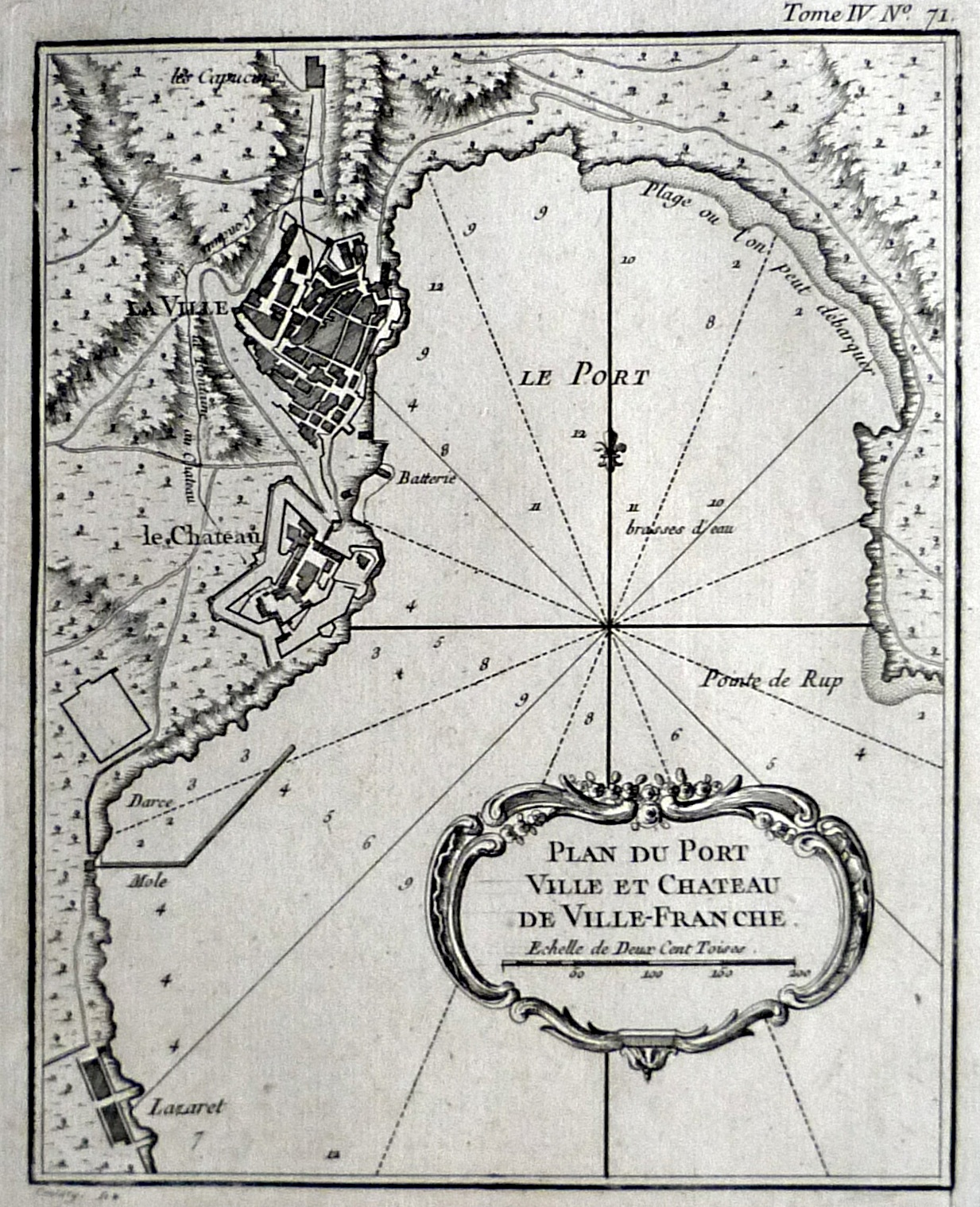
Карта Виллафранки (1764)

22 февраля флот Бурбонов нанес поражение англичанам у Тулона. Вывод флота адмиралом Мэтьюзом временно оставил морские пути под контролем Франции и Испании. Таким образом, провизия была доставлена в лагерь дона Филиппа. Затем 20 000 французов под командованием принца Конти были отправлены соединиться с 20 000 испанцев дона Филиппа с целью прорваться в Ломбардию и соединиться к испанской армией Монтемара на юге. 1 апреля союзники форсировали Вар и двинулись на Ниццу, которая пала без боя. Виллафранка лежала перед ними.
Сардинцы во главе с маркизом Сузы, братом короля Карла Эммануила III, закрепились на высотах у Виллафранки, заняв грозную оборонительную позицию. Атакующим, окруженным скалами и пропастями, предстоял трудный подъем по скалам и валунам, на виду у пьемонтских пушек. Укрепленный лагерь был оснащен более чем 80 орудиями всех калибров, выгруженными со стоявших в порту английских кораблей и установленных на одиннадцати батареях. Сардинские силы насчитывали четырнадцать пехотных батальонов. Тем временем адмирал Мэтьюз вернулся в этот район и высадил контингент британской регулярной пехоты, моряков и инженеров для поддержки обороны Сардинии. Эти силы присоединились к сардинцам на возвышенности.
Первая атака принца Конти была предпринята 14 апреля, но была отменена из-за шторма. Наконец, Конти штурмовал укрепленный лагерь Виллафранка в ночь с 19 на 20 апреля 1744 года. На начальных этапах сражения французам и испанцам удалось захватить позиции Колле-де-Вильфранш, захватив или уничтожив пять сардинских батальонов. Главнокомандующий, маркиз Сузы, был взят в плен и сменен кавалером ди Чинзано. Французские и испанские войска двинулись дальше, чтобы захватить позиции Мон-Гро, Мон-Руж и Мон-Лёз, ключи к оборонительному периметру Виллафранки. Однако во главе со своим новым командиром защитники смогли сдержать атаку. В частности, полк швейцарцев на сардинской службе удержал позицию Мон-Лёз. В четыре часа дня положение было восстановлено, и Конти исчерпал все силы, имевшиеся в его распоряжении. Вечером пьемонтские гренадерские роты отбили потерянные утром позиции на Колле-де-Вильфранш.
Защитники понесли тяжелые потери. Было более 1000 убитых и раненых и 1500 пленных против менее чем 3000 потерь испанцев и французов, из них 433 пленных. Имея всего 5000 человек, способных сражаться, Чинзано предпочел покинуть укрепленный лагерь Виллафранка с помощью британского флота. Вечером 21 апреля на пристани началась посадка гарнизона на борт 33 кораблей. На рассвете 22 апреля это флот покинул порт в сопровождении четырех британских военных кораблей. Форт Монтальбано был брошен, но Чинзано оставил гарнизон из 340 солдат в цитадели Виллафранки, которая сдалась 27 апреля. Принц Принц Конти понимал, что завоевание Лигурийской Ривьеры будет стоить нескольких месяцев боев.